# Trobada internacional de micromineralogia i sistemàtica mineral
La Trobada internacional de micromineralogia i sistemàtica mineral és una cita mineralògica co-organitzada pel Grup Mineralògic Català, amb la col·laboració de l'Ajuntament de Camprodon i la participació de l'Association Française de Microminéralogie, l'Associazione Micromineralogica italiana, el Gruppo Mineralogico Cremonese, el Gruppo Orobico Minerali, l'Association des Micro Monteurs de Minéraux de Montigny-le-Tilleul, la Mineralogical Society of Antwerp i la Sociedad Murciana de Mineralogía, que es celebra bianualment a Camprodon.
Es va començar a celebrar l'any 2016 (16-17 abril) (2a. edició, 20-21 maig de 2017; 3a. edició, 26-27 maig de 2018; 4a. edició, 30 abril-1 maig de 2022; 5a. edició, 20-21 abril de 2024), i és una trobada enfocada a promocionar les relacions científiques-culturals entre col·leccionistes de microminerals d'arreu d'Europa, així com donar a conèixer els minerals a la societat. L'activitat principal és l'intercanvi de microminerals, però també s'organitzen tallers d'iniciació als minerals per a la mainada. Hi assisteixen aficionats procedents de França, Itàlia, Alemanya, Catalunya, i de la resta de l'Estat. Es combina habitualment amb una visita a la mina de Les Ferreres.